# Lista orașelor din Bahrain
Aceasta pagină este o listă a orașelor din Bahrain.

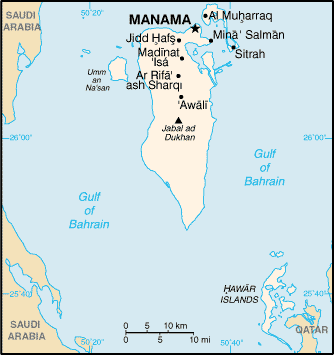
Harta Bahrainului

- Manama
- al-Budayyiʿ
- Diraz
- al-H̨idd
- Jidd Ĥafș
- Madīnat H̨amad
- Malkiya
- Mina Salman
- al-Muĥarraq
- ʿĀlī
- 'Īsā
- Al-Rifa ash Sharqi
- Ar-Rifaca
- Sitrah

## Cele mai mari orașe
1. Manama - 154.700
2. al-Muĥarraq - 98.800
3. Ar-Rifaca - 86.100
4. Madīnat H̨amad - 57.000
5. ʿĀlī - 51.400
6. 'Īsā- 39.800
7. Sitrah - 37.100
8. al-Budayyiʿ - 33.200
9. Jidd Ĥafș - 32.600
10. al-Mālikiyah - 14.800